# Les Paris RMC
Les Paris RMC est une émission sur RMC.

## Principe
Dans cette rubrique, les consultants de RMC débattent sur les paris sportifs, notamment les matchs du jour.
À partir d'avril 2009, une émission d'une heure est diffusé le samedi matin avec l'ensemble des consultants sportifs. Pendant le mois de juillet, l'émission est consacrée au Tour de France.
À la rentrée 2012, Les Paris RMC sont supprimés de la grille des programmes de RMC, remplacé par l'émission Les Grandes Gueules du Sport. On peut néanmoins trouver la rubrique des Paris RMC dans l'émission du Super Moscato Show ainsi que sur le site internet de RMC Sport.
L'émission est relancée dans sa version longue en août 2019. Elle est désormais diffusée le samedi et dimanche matin de 10h à 11h.

## Experts
- Christophe Paillet
- Benoît Boutron
- Arthur Perrot
- Yohan Bredow

## Consultants
- Lionel Charbonnier
- Denis Charvet
- Stephen Brun
- Eric Salliot
- Jérôme Rothen
- Rolland Courbis
- Eric Di Meco